# Aullville
Aullville és una població dels Estats Units a l'estat de Missouri. Segons el cens del 2000 tenia 86 habitants.

## Demografia
Segons el cens del 2000, Aullville tenia 86 habitants, 33 habitatges, i 23 famílies. La densitat de població era de 132,8 habitants per km².
Dels 33 habitatges en un 33,3% hi vivien nens de menys de 18 anys, en un 54,5% hi vivien parelles casades, en un 6,1% dones solteres, i en un 30,3% no eren unitats familiars. En el 24,2% dels habitatges hi vivien persones soles el 12,1% de les quals corresponia a persones de 65 anys o més que vivien soles. El nombre mitjà de persones vivint en cada habitatge era de 2,61 i el nombre mitjà de persones que vivien en cada família era de 3,09.
Per edats la població es repartia de la següent manera: un 27,9% tenia menys de 18 anys, un 10,5% entre 18 i 24, un 18,6% entre 25 i 44, un 30,2% de 45 a 60 i un 12,8% 65 anys o més.
L'edat mediana era de 40 anys. Per cada 100 dones de 18 o més anys hi havia 113,8 homes.
La renda mediana per habitatge era de 33.542 $ i la renda mediana per família de 42.500 $. Els homes tenien una renda mediana de 33.750 $ mentre que les dones 13.750 $. La renda per capita de la població era de 13.339 $. Entorn del 12,5% de les famílies i el 15,2% de la població estaven per davall del llindar de pobresa.

## Poblacions properes
El següent diagrama mostra les poblacions més properes.